# Yttre Orrtjärnen
Yttre Orrtjärnen är en sjö i Skellefteå kommun i Västerbotten och ingår i Byskeälvens huvudavrinningsområde. Sjön har en area på 0,199 kvadratkilometer och ligger 326 meter över havet. Sjön avvattnas av vattendraget Storbäcken.

## Delavrinningsområde
Yttre Orrtjärnen ingår i det delavrinningsområde (724059-172310) som SMHI kallar för Mynnar i Byskeälven. Medelhöjden är 288 meter över havet och ytan är 16,36 kvadratkilometer. Det finns inga avrinningsområden uppströms utan avrinningsområdet är högsta punkten. Storbäcken som avvattnar avrinningsområdet har biflödesordning 2, vilket innebär att vattnet flödar genom totalt 2 vattendrag innan det når havet efter 56 kilometer. Avrinningsområdet består mestadels av skog (80 procent) och sankmarker (14 procent). Avrinningsområdet har 0,2 kvadratkilometer vattenytor vilket ger det en sjöprocent på 1,2 procent.